# Chromaspirina amabilis
Chromaspirina amabilis is een rondwormensoort uit de familie van de Desmodoridae. De wetenschappelijke naam van de soort is voor het eerst geldig gepubliceerd in 1922 door de Man.